# Pavelló de bany
El Pavelló de bany és una obra de les darreres tendències d'Olot (Garrotxa) inclosa a l'Inventari del Patrimoni Arquitectònic de Catalunya.

## Descripció
Pavelló situat enmig d'un entorn natural i envoltat d'arbres, al costat del riu Fluvià en el seu pas pel paratge de Tossols-Basil. Es tracta d'un espai que ofereix serveis per als banyistes, d'estructura molt simple i format per una casa longitudinal lleugerament corbada, una forma que imita el perfil sinuós de la llera del riu. Davant s'erigeix una plataforma que s'eleva uns pocs centímetres del terra i perllonga l'estructura.
A l'interior de la construcció hi ha tres parts iguals amb lavabos i dutxes; una quarta, de dimensions més grans, està formada per un bar. Les parts més petites són d'acer inoxidable amb acabat sorrejat, fet que contrasta amb la resta de l'edifici, en xapa amb acabat oxidat. El paviment és de formigó de color negre i quars; la coberta, de zinc; la plataforma d'accés, igual que el cos principal, presenta platabandes d'acer soldades paral·lelament als cantells dels forjats que reforcen el caràcter longitudinal de l'estructura.
El projecte va rebre el Premi Pritzker d'Arquitectura RCR 2017.